# 龙迈青冈
龙迈青冈（学名：Cyclobalanopsis lungmaiensis）为壳斗科青冈属下的一个种。